# Kathleen Lynch (Politikerin)

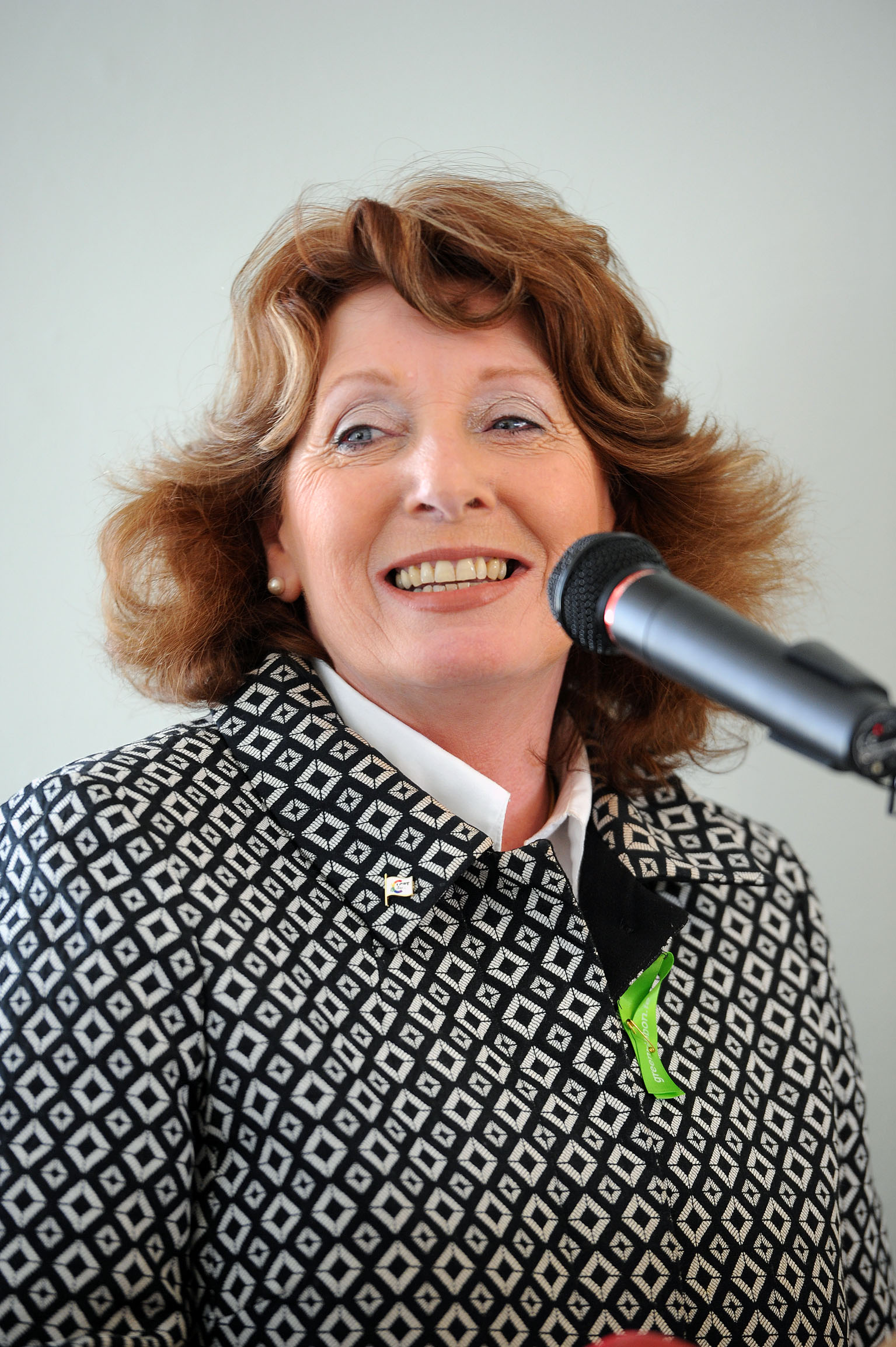
Kathleen Lynch (2013)

Kathleen Lynch (* 7. Juni 1953 in Cork) ist eine irische Politikerin der Irish Labour Party.

## Leben
Lynch engagierte sich frühzeitig bei der Workers’ Party of Ireland, wo sie auch ihren Ehemann Bernard kennenlernte. Ciarán Lynch, vormaliger Abgeordneter der Irish Labour Party, ist ihr Schwager. Kathleen Lynch ist die Mutter von vier Kindern. In den Cork City South Central Council wurde sie 1991 gewählt.
1992 wechselte sie zur Democratic Left und wurde bei einer Nachwahl 1994 im Wahlkreis Cork North-Central zum Mitglied (Teachta Dála) in den Dáil Éireann, des Unterhauses des Parlaments (Oireachtas), gewählt. Ihren Sitz konnte sie jedoch bei der nachfolgenden Wahl 1997 nicht verteidigen.
Nachdem die Democratic Left sich mit der Irish Labour Party verschmolzen hatte, konnte sie erfolgreich bei den Wahlen zum Dáil Éireann 2002 antreten. Diesen Sitz hielt sie bis 2016.
2011 bildete Enda Kenny die erste Regierung unter seiner Führung bestehend aus der Fine Gael, Irish Labour Party und den Unabhängigen. Am 10. März 2011 wurde Lynch als Staatsministerin für Teilhabe und Gleichstellung behinderter Menschen im Justizministerium und im Gesundheitsministerium ernannt. Durch die Regierungsumbildung im Frühsommer 2014 wurde sie am 15. Juli 2014 zur Staatsministerin für Primärversorgung und behinderte Menschen im Gesundheitsministerium ernannt. Mit dem Ende der Legislatur 2016 schied sie aus der aktiven Politik aus, nachdem sie nicht mehr wiedergewählt wurde.